# Црноруки паук-мајмун
Црноруки паук-мајмун (лат. Ateles geoffroyi) је врста примата (Primates) из породице пауколиких мајмуна (Atelidae).

## Распрострањење
Ареал врсте покрива средњи број држава; црноруки паук мајмун је присутан у Мексику, Никарагви, Хондурасу, Костарици, Колумбији, Панами, Гватемали, Салвадору и Белизеу.

## Станиште
Станишта врсте су планинске шуме. 

## Подврсте
Подврсте црноруког паук-мајмуна:
- Ateles geoffroyi azuerensis - азуерски паук-мајмун;
- Ateles geoffroyi frontatus - црновеђи паук-мајмун;
- Ateles geoffroyi geoffroyi - никарагвански паук-мајмун;
- Ateles geoffroyi grisescens - паук-мајмун са капуљачом;
- Ateles geoffroyi ornatus - китњасти паук-мајмун;
- Ateles geoffroyi vellerosus - мексички паук-мајмун;
- Ateles geoffroyi yucatanensis - јукатански паук-мајмун.

## Угроженост
Ова врста се сматра угроженом.